# Coppa delle Coppe 1976-1977
La Coppa delle Coppe 1976-1977 è stata la 17ª edizione della competizione calcistica europea Coppa delle Coppe UEFA. Fu vinta dall'Amburgo che in finale, ad Amsterdam, sconfisse i campioni in carica dell'Anderlecht. I belgi vinceranno comunque il trofeo l'anno successivo.
Il 19-3 totale nella sfida tra Levski Spartak e Lahden Reipas rappresenta il record di segnature in una doppia partita di Coppa delle Coppe.

## Turno preliminare
| Squadra 1    | Totale | Squadra 2 | Andata | Ritorno |
| ------------ | ------ | --------- | ------ | ------- |
| Cardiff City | 2 - 2  | Servette  | 1 - 0  | 1 - 2   |

## Sedicesimi di finale
| Squadra 1         | Totale | Squadra 2           | Andata | Ritorno |
| ----------------- | ------ | ------------------- | ------ | ------- |
| CSU Galaţi        | 2 - 5  | Boavista            | 2 - 3  | 0 - 2   |
| Levski Spartak    | 19 - 3 | Lahden Reipas       | 12 - 2 | 7 - 1   |
| Rapid Vienna      | 2 - 3  | Atletico Madrid     | 1 - 2  | 1 - 1   |
| Lierse            | 1 - 3  | Hajduk Spalato      | 1 - 0  | 0 - 3   |
| Cardiff City      | 1 - 3  | Dinamo Tbilisi      | 1 - 0  | 0 - 3   |
| MTK/VM Budapest   | 4 - 2  | Sparta Praga        | 3 - 1  | 1 - 1   |
| Amburgo           | 4 - 1  | Keflavik ÍF         | 3 - 0  | 1 - 1   |
| Lokomotive Lipsia | 3 - 5  | Heart of Midlothian | 2 - 0  | 1 - 5   |
| Floriana          | 1 - 6  | Śląsk Wrocław       | 1 - 4  | 0 - 2   |
| Bohemians         | 3 - 1  | Esbjerg             | 2 - 1  | 1 - 0   |
| Iraklis           | 0 - 2  | Apoel               | 0 - 0  | 0 - 2   |
| Bodø/Glimt        | 0 - 3  | Napoli              | 0 - 2  | 0 - 1   |
| Anderlecht        | 5 - 3  | Roda                | 2 - 1  | 3 - 2   |
| AIK               | 2 - 3  | Galatasaray         | 1 - 2  | 1 - 1   |
| Carrick Rangers   | 4 - 3  | Aris Bonnevoie      | 3 - 1  | 1 - 2   |
| Southampton       | 5 - 2  | Marsiglia           | 4 - 0  | 1 - 2   |

## Ottavi di finale
| Squadra 1       | Totale | Squadra 2           | Andata | Ritorno |
| --------------- | ------ | ------------------- | ------ | ------- |
| Boavista        | 3 - 3  | Levski Spartak      | 3 - 1  | 0 - 2   |
| Atletico Madrid | 3 - 1  | Hajduk Spalato      | 1 - 0  | 2 - 1   |
| Dinamo Tbilisi  | 1 - 5  | MTK/VM Budapest     | 1 - 4  | 0 - 1   |
| Amburgo         | 8 - 3  | Heart of Midlothian | 4 - 2  | 4 - 1   |
| Śląsk Wrocław   | 4 - 0  | Bohemians           | 3 - 0  | 1 - 0   |
| Apoel           | 1 - 3  | Napoli              | 1 - 1  | 0 - 2   |
| Anderlecht      | 10 - 2 | Galatasaray         | 5 - 1  | 5 - 1   |
| Carrick Rangers | 3 - 9  | Southampton         | 2 - 5  | 1 - 4   |

## Quarti di finale
| Squadra 1       | Totale | Squadra 2       | Andata | Ritorno |
| --------------- | ------ | --------------- | ------ | ------- |
| Levski Spartak  | 2 - 3  | Atletico Madrid | 2 - 1  | 0 - 2   |
| MTK/VM Budapest | 2 - 5  | Amburgo         | 1 - 1  | 1 - 4   |
| Śląsk Wrocław   | 0 - 2  | Napoli          | 0 - 0  | 0 - 2   |
| Anderlecht      | 3 - 2  | Southampton     | 2 - 0  | 1 - 2   |

## Semifinali
| Squadra 1       | Totale | Squadra 2  | Andata | Ritorno |
| --------------- | ------ | ---------- | ------ | ------- |
| Atletico Madrid | 3 - 4  | Amburgo    | 3 - 1  | 0 - 3   |
| Napoli          | 1 - 2  | Anderlecht | 1 - 0  | 0 - 2   |

## Finale
| Arbitro: | Pat Partridge |

|                               |           |  |
| Volkert 78’ (rig.) Magath 88’ | Marcatori |  |

|              |  |                   |  |
|              |  |                   |  |
| P            |  | Rudi Kargus       |  |
| D            |  | Manfred Kaltz     |  |
| D            |  | Hans-Jürgen Ripp  |  |
| D            |  | Peter Nogly       |  |
| D            |  | Peter Hidien      |  |
| C            |  | Caspar Memering   |  |
| C            |  | Felix Magath      |  |
| C            |  | Ferdinand Keller  |  |
| A            |  | Arno Steffenhagen |  |
| A            |  | Willi Reimann     |  |
| A            |  | Georg Volkert     |  |
|              |  |                   |  |
|              |  |                   |  |
| Allenatore:  |  |                   |  |
| Kuno Klötzer |  |                   |  |

|                  |  |                       |  |          |
|                  |  |                       |  |          |
| P                |  | Jan Ruiter            |  |          |
| D                |  | Gilbert Van Binst     |  |          |
| D                |  | Erwin Vandendaele     |  |          |
| D                |  | Jean Thissen          |  |          |
| D                |  | Hugo Broos            |  |          |
| C                |  | Jean Dockx            |  | Uscita   |
| C                |  | Ludo Coeck            |  |          |
| C                |  | Arie Haan             |  |          |
| C                |  | François Van der Elst |  |          |
| A                |  | Peter Ressel          |  |          |
| A                |  | Rob Rensenbrink       |  |          |
| Sostituzioni:    |  |                       |  |          |
| A                |  | Ronny van Poucke      |  | Ingresso |
| Allenatore:      |  |                       |  |          |
| Raymond Goethals |  |                       |  |          |